# Llista d'alcaldes de Vilalba Sasserra
Llista d'alcaldes de Vilalba Sasserra:
- Josep Cortina i Viader (1891 - 1902)
- Llorenç Saurí i Rieró (1902 - 1908)
- Salvador Saurí i Rieró (1909 - 1909)
- Pere Reverter i Massuet (1909 - 1912)
- Josep Riera i Martí (1912 - 1916)
- Pere Reverter i Massuet (1916 - 1917)
- Agustí Elias i Paituví (1917 - 1918)
- Jaume Esparrica i Rieró (1918 - 1922)
- Josep Masjuan i Masifern (1922 - 1923)
- Agustí Elias i Paituví (1923 - 1924)
- Jaume Esparrica i Rieró (1924 - 1930)
- Josep Masjuan i Masifern (1930 - 1933)
- Jaume Agell i Serrat (1933 - 1934)
- Josep Cortina i Martí (1934 - 1936)
- Josep Pou i Borent (1936 - 1938)
- Josep Cortina i Martí (1939 - 1943)
- Jaume Esparrica i Rieró (1943 - 1947)
- Tomàs Nogueras i Martí (1947 - 1954)
- Joan Masagué i Genís (1954 - 1970)
- Joan Nogueras i Andreu (1970 - 1979)
- Jaume Esparrica i Reverter (1979 - 1991)
- Marcial Fernàndez i Barragan (1991 - 1999)
- Catalina Mayol i Mondelly (1999 - 2003)
- Maria Teresa Colomer i Jaurés (2003 -)